# William Cheseret
William Cheseret (* 1971) ist ein kenianischer Marathonläufer.
1999 wurde er Siebter bei den 20 km von Paris. 2000 wurde er Sechster beim Lille-Halbmarathon und gewann das Rennen Auray – Vannes, bei dem er im Folgejahr seinen Titel mit einem Streckenrekord verteidigte.
2004 wurde er Zweiter beim Marathon de la baie du Mont Saint-Michel, 2005 Sechster beim Valencia-Marathon und 2007 Siebter beim Zürich-Marathon.
Sein jüngerer Bruder ist Bernard Lagat, Weltmeister von 2007 über 1500 und 5000 m.

## Persönliche Bestzeiten
- 20-km-Straßenlauf: 58:26 min, 17. Oktober 1999, Paris
- Halbmarathon: 1:02:02 h, 2. September 2000, Lille
- Marathon: 2:12:09 h, 20. Juni 2004, Le Mont-Saint-Michel